# Новик (река)
Новик (устар. Новик-Ёль) — река в России, течёт по территории Корткеросского района Республики Коми. Вытекает из южной оконечности болота Новиккуш. Устье реки находится в 579 км по правому берегу реки Вычегды. Длина реки составляет 17 км.

## Данные водного реестра
По данным государственного водного реестра России относится к Двинско-Печорскому бассейновому округу, водохозяйственный участок реки — Вычегда от истока до города Сыктывкар, речной подбассейн реки — Вычегда. Речной бассейн реки — Северная Двина.
Код объекта в государственном водном реестре — 03020200112103000016446.